# リスボンに誘われて
『リスボンに誘われて』（リスボンにさそわれて、Night Train to Lisbon）は2013年のドイツ・スイス・ポルトガル合作のドラマ映画。
原作はスイスの作家で哲学者のパスカル・メルシエの小説『リスボンへの夜行列車』、監督はビレ・アウグスト、出演はジェレミー・アイアンズ、ジャック・ヒューストン、メラニー・ロラン、マルティナ・ゲデックなど。
偶然手にした1冊の本に心奪われた1人の教師が、若くして亡くなった著者を知る人々を訪ね歩く姿を通して、独裁政権「エスタド・ノヴォ」時代のポルトガルに生きた1人の青年の波乱の人生を描く。
2013年2月の第63回ベルリン国際映画祭においてコンペティション外で上映された。

## ストーリー
スイスの高校で古典文献学を教えているライムント・グレゴリウスは、5年前に離婚し、孤独で退屈な日々を送っている。ある雨の日、通勤途中のライムントは橋から飛び降り自殺をしようとしている若い女性を助けるが、彼女はコートを残したまま姿を消す。ライムントはコートのポケットの中にある本をもとに彼女を探そうとするが、本には出発間近のリスボン行きの列車のチケットが挟まれていた。駅に駆けつけたライムントだったが、彼女を見つけることができず、咄嗟にその列車に飛び乗ってしまう。列車の中で本を読んだライムントは本の内容に心を奪われ、著者であるアマデウを訪ねることにする。アマデウが若くして亡くなっていたことを知ったライムントは、たまたま知り合った女性マリアナの伯父ジョアンがアマデウを知っていると聞き、彼を訪ねる。これをきっかけにアマデウを知る人々を訪ね歩く中で、ライムントは1974年まで続いた独裁政権「エスタド・ノヴォ」時代のポルトガルにおける反体制活動に関わったアマデウの愛と青春を知ることとなる。
貴族階級出身の青年アマデウは、学友である労働者階級出身のジョルジェと親友となり、アマデウは医師に、ジョルジェは薬剤師となる。その後、ジョルジェは反体制活動に加わり、味方となる軍人の名簿を全て記憶している女性エステファニアと恋人となるが、エステファニアは、ジョルジェに誘われて活動に加わったアマデウと一目で恋に落ちてしまう。一方、アマデウは市民に暴行された秘密警察のルイ・ルイス・メンデスを医師として助けたことで市民から激しい非難を浴びるが、逆にメンデスからは目こぼしを受けるようになる。ジョルジェらはこれを利用し、アマデウの病院を反体制活動の情報拠点とするようになる。そんなある夜、反体制活動の集会が当局の手入れを受ける。メンバーが逃げる中、アマデウとエステファニアが抱き合ってキスする姿を目撃したジョルジェは、かねてより抱いていたアマデウへの嫉妬心から、名簿を記憶しているエステファニアを当局に捉えられる前に殺すべきとして2人を追う。ジョルジェはエステファニアに銃口を向けるものの、殺すことを涙ながらに諦め、アマデウとエステファニアは遠くに逃げる。全てを捨て、エステファニアとの新たな人生を夢見るアマデウだったが、彼女は、彼が求めているのは自分ではなく、自己の魂を求める旅であると気付くと、彼のもとを去る。その後、アマデウはかねてより患っていた動脈瘤で若くして亡くなる。
リスボン滞在中のライムントを、橋で自殺をしようとしていた女性が訪ねてくる。彼女はメンデスの孫カタリナで、愛する祖父が非道な行為で憎まれていた人物であることをアマデウの本で初めて知り、そのショックで自殺を図ろうとしていたが、今は全てを受け入れ、これからも生きて行くと語る。
スイスに戻るライムントを、親しい仲となっていたマリアナが駅に見送りに来る。アマデウをはじめとする当時の人々の人生と比べて何もなしていない自分の退屈な人生を嘆くライムントに、マリアナはリスボンに残るように誘う。

## キャスト
現在
- ライムント・グレゴリウス: ジェレミー・アイアンズ - スイスの高校教師。
- マリアナ: マルティナ・ゲデック - リスボンのメガネ技師の女性。
- アドリアーナ: シャーロット・ランプリング - 本の著者アマデウの妹。
- ジョアン・エッサ: トム・コートネイ - マリアナの伯父。アマデウをよく知る元反体制活動家。
- ジョルジェ: ブルーノ・ガンツ - ジョアンの反体制活動仲間。アマデウのかつての親友。
- バルトロメウ神父: クリストファー・リー - アマデウとジョルジェの師。
- エステファニア: レナ・オリン - アマデウとかつて愛しあった女性。
- カタリナ: ザーラ・シュパーレ＝ブールマン（ドイツ語版） - 橋で自殺しようとした女性。

過去
- アマデウ・デ・プラド: ジャック・ヒューストン - 貴族階級出身の医師。
- エステファニア: メラニー・ロラン - 驚異的な記憶力を持つ女性。
- ジョルジェ: アウグスト・ディール - アマデウの親友。薬剤師。
- ジョアン・エッサ: マルコ・ダルメイダ（ポルトガル語版） - ジョルジェの反体制活動仲間。
- アドリアーナ: ベアトリス・バタルダ（ポルトガル語版） - アマデウの妹。看護師。
- プラド判事: ブルクハルト・クラウスナー - アマデウの父。
- バルトロメウ神父: フィリッピ・ヴァルガス（ポルトガル語版） - アマデウとジョルジェの師。
- ルイ・ルイス・メンデス: アドリアーノ・ルズ（ポルトガル語版） - 秘密警察。

## 作品の評価
Rotten Tomatoesによれば、29件の評論のうち高評価は41%にあたる12件で、平均点は10点満点中4.90点となっている。
Metacriticによれば、8件の評論のうち、高評価は1件、賛否混在は2件、低評価は5件で、平均点は100点満点中30点となっている。